# Narathura waigoeensis
Narathura waigoeensis är en fjärilsart som beskrevs av Bethune-Baker 1903. Narathura waigoeensis ingår i släktet Narathura och familjen juvelvingar. Inga underarter finns listade i Catalogue of Life.